# Jan Kamiński (generał)
Jan Kamiński (ur. 19 stycznia 1870 w Probużnej, zm. 11 grudnia 1929 w Krakowie) – doktor medycyny, tytularny generał brygady Wojska Polskiego.

## Życiorys
Urodził się we wsi Probużna, w ówczesnym powiecie husiatyńskim Królestwa Galicji i Lodomerii, w rodzinie Ludwika i Marii z Cozlów. Kształcił się w Stryju. 26 grudnia 1896 roku, po ukończeniu studiów medycznych w Krakowie, rozpoczął zawodową służbę wojskową w cesarskiej i królewskiej armii. Pełnił ją jako lekarz w szpitalach garnizonowych w Krakowie, Zagrzebiu i Przemyślu.
W czasie I wojny światowej był komendantem szpitala polowego, od 1916 roku szpitala polowego Legionów Polskich w Lublinie. W latach 1917–1918 szef sanitarny Generalnego Gubernatorstwa w Lublinie. W 1917 roku awansował na podpułkownika.
1 listopada 1918 roku przyjęty został do Wojska Polskiego i wyznaczony na stanowisko szefa sanitarnego Dowództwa Okręgu Generalnego „Lublin”. 1 stycznia 1919 roku został przeniesiony do Departamentu Sanitarnego Ministerstwa Spraw Wojskowych na stanowisko szefa sekcji regulaminowej. 15 kwietnia 1920 roku został wiceprezesem Wojskowej Rady Sanitarnej. 29 maja 1920 roku został zatwierdzony z dniem 1 kwietnia 1920 roku w stopniu pułkownika, w Korpusie Lekarskim, w grupie oficerów byłej armii austro-węgierskiej. 14 października tego roku został mianowany pełniącym obowiązki komendanta Szpitala Ujazdowskiego w Warszawie.
Od 13 lipca 1921 roku był szefem sanitarnym Dowództwa Okręgu Korpusu Nr IX w Brześciu, a od 15 grudnia tego roku szefem sanitarnym Dowództwa Okręgu Korpusu Nr VIII w Toruniu. 3 maja 1922 roku został zweryfikowany w stopniu pułkownika ze starszeństwem z dniem 1 czerwca 1919 roku i 14. lokatą w korpusie oficerów sanitarnych, a jego oddziałem macierzystym była wówczas kompania zapasowa sanitarna Nr 5. Następnie jego oddziałem macierzystym 8 batalion sanitarny w Toruniu.
4 stycznia 1927 roku Prezydent RP Ignacy Mościcki nadał mu stopień generała brygady, wyłącznie z prawem do tytułu, z dniem przeniesienia w stan spoczynku – 28 lutego 1927 roku. Mieszkał wówczas w Toruniu przy ulicy Konopnickiej 25. Następnie osiadł w Krakowie. Tam 11 grudnia 1929 roku zmarł. Pochowany na cmentarzu Rakowickim (kw. V, rząd płd.). 

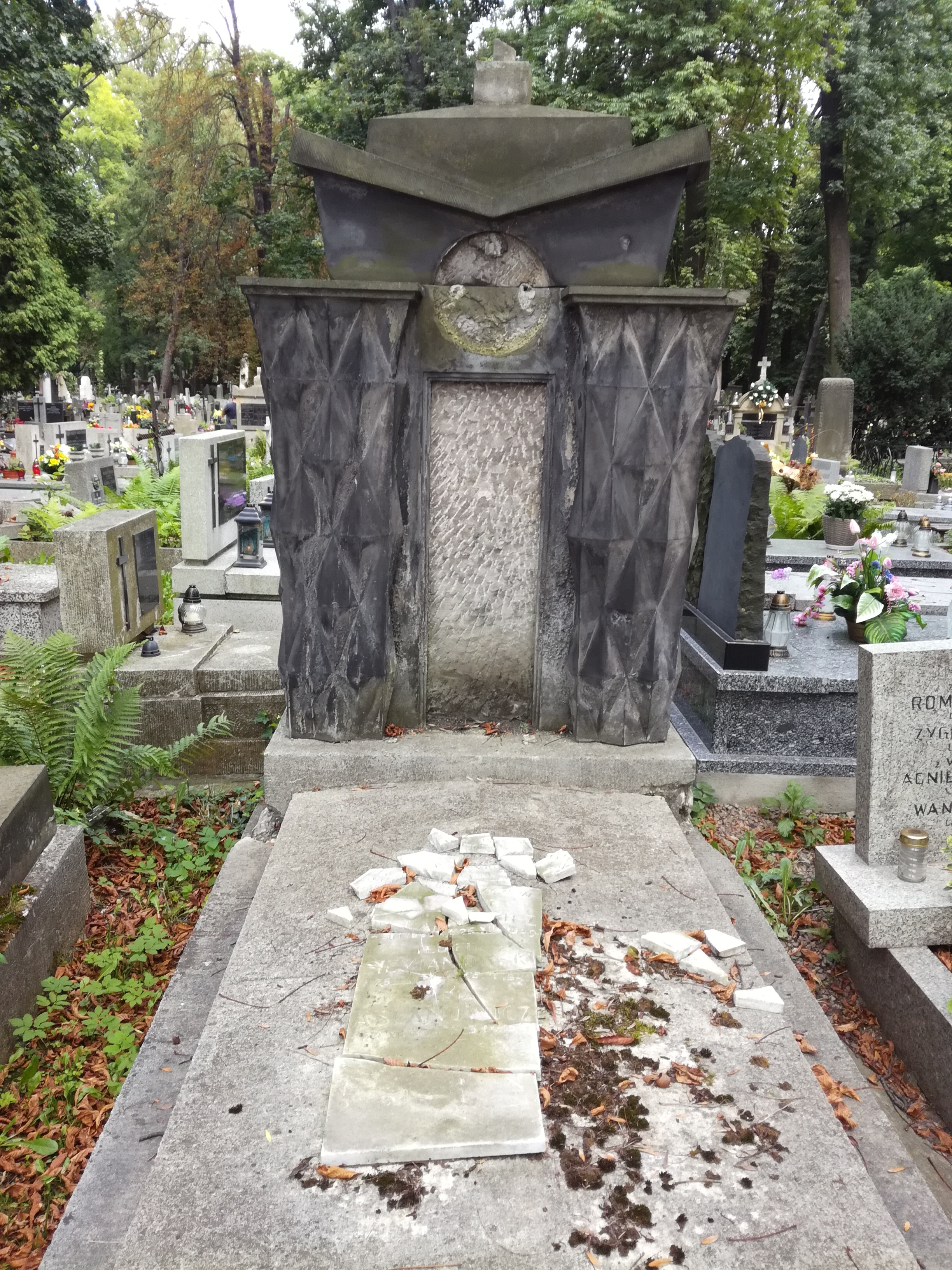
Grób gen. Jana Kamińskiego na cmentarzu Rakowickim